# Goldkatze

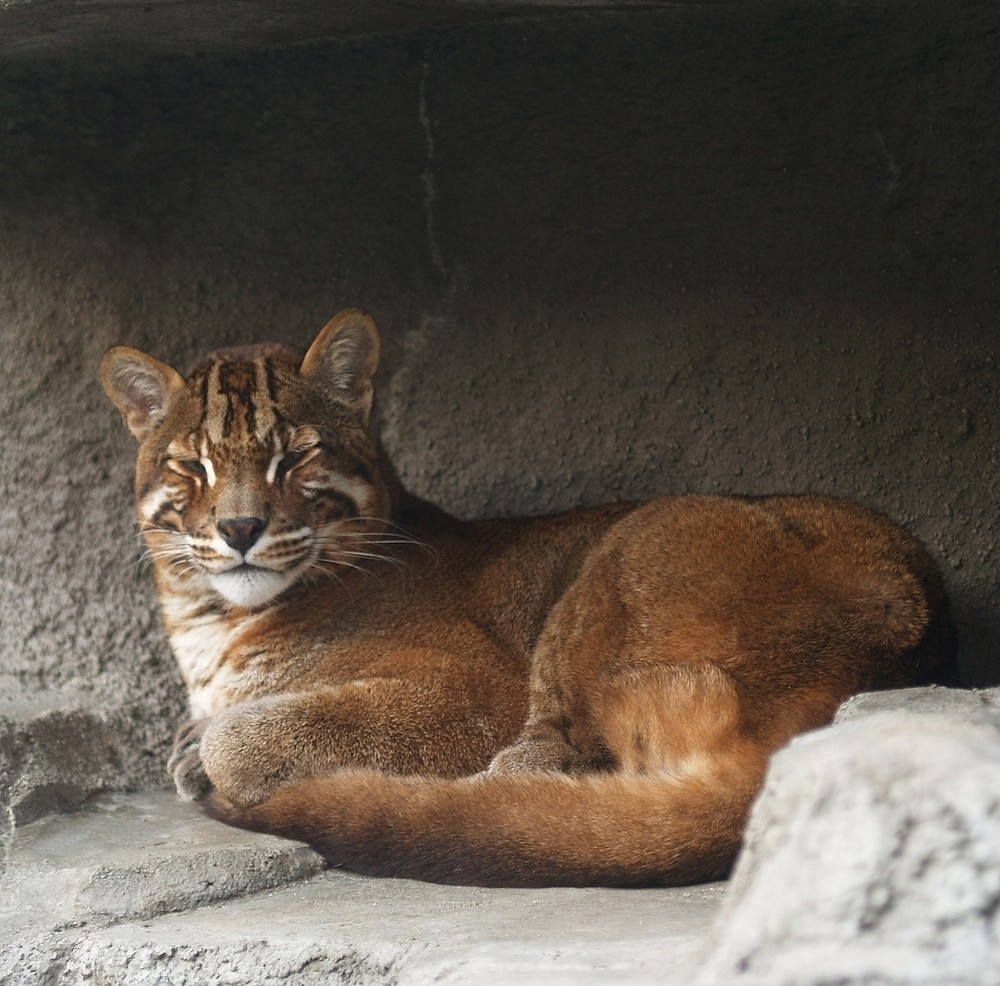
Asiatische Goldkatze (Catopuma temmincki)

Goldkatzen sind mittelgroße, wilde Katzen der Regenwälder Afrikas und Asiens. Historisch wurden alle Goldkatzen in die Gattung Profelis gestellt. Nach neueren Erkenntnissen sind die Ähnlichkeiten jedoch rein äußerlich; afrikanische und asiatische Goldkatzen sind keineswegs eng miteinander verwandt. Daher gelten drei Arten aus zwei Gattungen als Goldkatzen und die Gruppe ist nicht monophyletisch.
Folgende Arten werden als Goldkatzen bezeichnet:
- Gattung Caracal
  - Afrikanische Goldkatze (Caracal aurata)
- Gattung Catopuma
  - Asiatische Goldkatze (Catopuma temmincki)
  - Borneo-Goldkatze (Catopuma badia)

Historisch nicht unter das Taxon Goldkatze gestellt wurde die Marmorkatze (Pardofelis marmorata). Heute ist deren enge Verwandtschaft zur Borneo-Goldkatze und Asiatischen Goldkatze jedoch gesichert. Alle Goldkatzen und Marmorkatzen sind gemäß Washingtoner Artenschutzübereinkommen Anhang I oder II geschützt. So vereinbarte internationale Kontrollen sollen eine Gefährdung der Arten durch kommerziellen Handel verhindern. Zusätzlicher Schutz, beispielsweise vor nicht-kommerzieller Jagd, besteht zwar durch variierende Landesgesetze, doch Wilderer und Habitatverlust durch Entwaldung stellen Probleme für den Artenschutz dar.